# Delitoon
Delitoon est une plateforme de diffusion de webtoons en français lancée en 2011 et possédée par l'entreprise coréenne Kidari Studio. Elle est accessible sur une application mobile et un site internet. En 2025, elle fusionne avec Bontoon, sa plateforme de Boy's love pour adultes, et devient Lezhin France.

## Séries

### Diffusion
La mise à disposition des épisodes se fait au rythme d'un épisode par semaine, selon un calendrier hebdomadaire propre à chaque série, en flux continu sur internet ou sous forme de téléchargement temporaire des épisodes.

### Origine
Les séries proposées par Delitoon sont originaires d'Asie (Corée du Sud et Chine) et traduites en langue française par l'éditeur. Le format des séries delitoon est celui d'un manwha (équivalent Coréen du Manga) qui se scrolle — se fait défiler — plus connu sous le nom de webtoon, spécifiquement en Corée du Sud. Ce format permet une lecture adaptée au smartphone, grâce à un défilement vertical des cases du manwha.

## Modèle économique
La plateforme fonctionne selon un modèle freemium. Les premiers épisodes de chaque série sont toujours gratuits, les épisodes suivants peuvent être débloqués moyennant achat. Sur la plateforme, la monnaie d'échange est le « Coin ». Ces derniers s'achètent par packs sur la plateforme elle-même,.
En complément des débuts de série gratuits, la plateforme donne accès à des épisodes gratuits via deux modalités, le FreeTime et le FreeView, sur la base d’un déblocage éphémère des titres.

## Histoire
Le service Delitoon est proposé par la société française WOSMU SAS. L'entreprise a été fondée en 2011 par Didier Borg avec le soutien de Sparkling Partners (Startup Studio, Lille) et de Kidari ENT et Kidari Studio (Groupe Daou-Kiwoom, Corée du Sud). En 2018, WOSMU a accueilli deux nouveaux actionnaires : TF1 One Innovation (Groupe TF1) et Finorpa.
En 2020, la plateforme est rachetée par l'entreprise coréenne Kidari Studio, un des actionnaires fondateurs. Didier Borg cède toutes ses parts.
En août 2025, elle fusionne avec Bontoon pour devenir Lezhin France.